# Ryan Dorsey
 (août 2021).
La mise en forme du texte ne suit pas les recommandations de Wikipédia : il faut le « wikifier ».
Les points d'amélioration suivants sont les cas les plus fréquents :
- Les titres sont pré-formatés par le logiciel. Ils ne sont ni en capitales, ni en gras.
- Le texte ne doit pas être écrit en capitales (les noms de famille non plus), ni en gras, ni en italique, ni en « petit »…
- Le gras n'est utilisé que pour surligner le titre de l'article dans l'introduction, une seule fois.
- L'italique est rarement utilisé : mots en langue étrangère, titres d'œuvres, noms de bateaux, etc.
- Les citations ne sont pas en italique mais en corps de texte normal. Elles sont entourées par des guillemets français : « et ».
- Les listes à puces sont à éviter, des paragraphes rédigés étant largement préférés. Les tableaux sont à réserver à la présentation de données structurées (résultats, etc.).
- Les appels de note de bas de page (petits chiffres en exposant, introduits par l'outil «  Source ») sont à placer entre la fin de phrase et le point final[comme ça].
- Les liens internes (vers d'autres articles de Wikipédia) sont à choisir avec parcimonie. Créez des liens vers des articles approfondissant le sujet. Les termes génériques sans rapport avec le sujet sont à éviter, ainsi que les répétitions de liens vers un même terme.
- Les liens externes sont à placer uniquement dans une section « Liens externes », à la fin de l'article. Ces liens sont à choisir avec parcimonie suivant les règles définies. Si un lien sert de source à l'article, son insertion dans le texte est à faire par les notes de bas de page.
- La présentation des références doit suivre les conventions bibliographiques. Il est recommandé d'utiliser les modèles {{Ouvrage}}, {{Chapitre}}, {{Article}}, {{Lien web}} et/ou {{Bibliographie}}. Le mode d'édition visuel peut mettre en forme automatiquement les références.
- Insérer une infobox (cadre d'informations à droite) n'est pas obligatoire pour parachever la mise en page.

Pour une aide détaillée, merci de consulter Aide:Wikification.
Si vous pensez que ces points ont été résolus, vous pouvez retirer ce bandeau et améliorer la mise en forme d'un autre article.
 (août 2021).
Si vous disposez d'ouvrages ou d'articles de référence ou si vous connaissez des sites web de qualité traitant du thème abordé ici, merci de compléter l'article en donnant les références utiles à sa vérifiabilité et en les liant à la section « Notes et références ».
Ryan Keith Dorsey, né le 19 juillet 1983, est un acteur américain connu pour avoir joué Earl dans Justified et Dime Bag dans Ray Donovan, mais c’est sa vie personnelle qui a attiré l’attention des médias grâce à son mariage avec l’actrice et chanteuse Naya Rivera avec qui il a un garçon nommé Josey Hollis Dorsey né le 17 septembre 2015.

## Biographie

### Jeunesse
Ryan Keith Dorsey est né dans la petite ville minière de Chesapeake près de Charleston en Virginie-Occidentale le 19 juillet 1983. Après avoir fréquenté le collège en Virginie-Occidentale, il a déménagé à Charlotte, en Caroline du Nord, pour le lycée. Il révèle qu'il a déménager à Charlotte, où vivait sa mère, parce qu'il sentait que dans une plus grande ville il aurait plus d'opportunités sportives. Cependant, il est retourné en Virginie-Occidentale et a rejoint le Riverside High School lorsqu'il s'est consolidé. Lors d’un Thanksgiving il a été blessé à la tête alors qu'il rendait visite à son père après  des traitements médicaux ultérieurs dans sa ville natale l’ont retenu pour sa carrière sportive. Il s'est ensuite intéressé au métier d'acteur au cours de sa dernière année de lycée après qu'une blessure au football l'a empêché de jouer et il a été encouragé à rejoindre le théâtre. Son programme de théâtre au lycée était dirigé par un acteur hollywoodien professionnel en congé. Dorsey a étudié le théâtre à la Western Carolina University, avec l'intention de rejoindre leur équipe de football, mais a abandonné et a déménagé à New York au cours de sa première année, s'inscrivant au New York Conservatory for Dramatic Arts. 

### Carrière
Dorsey a commencé à jouer professionnellement peu de temps après avoir déménagé à New York, travaillant principalement à la télévision prenant ses premiers rôles en 2013 sur Southland et Parks and Recreation.  Il est principalement connu pour son rôle récurrent d'Earl dans Justified en 2015, puis de Dime Bag dans Ray Donovan en 2017. Il fait beaucoup d’autres apparitions à l’écran avec des rôles récurrents comme dans Pitch, Bosch, Yellowstone, Runaways, Stumptown, Vampire Diaries et Nashville. 
Il a été initialement engagé pour jouer dans trois épisodes de Justified mais joue finalement dans dix épisodes. Sur Pitch, il a dépeint Tommy Miller, un membre de l'équipe de baseball qui s'oppose à ce qu'une femme rejoigne l'équipe et il a joué Blake dans la deuxième saison de Yellowstone. Son premier rôle dans un long métrage est venu en 2016 dans Blood Father, un film français en anglais mettant en vedette Mel Gibson, Ryan obtient dans un petit rôle en tant que trafiquant de drogue Shamrock. En janvier 2021, Dorsey a été ajouté à la distribution de Big Sky en tant que personnage récurrent Rand Kleinsasser.

## Vie privée
Ryan Dorsey rencontre en 2010 l'actrice Naya Rivera et ils sont brièvement sortis ensemble avant de se séparer.  Naya Rivera a révélé dans son livre « Sorry not Sorry »publié en 2016 qu'elle avait avorté en 2010, peu de temps après s'être séparée de Dorsey, en raison du fait que sa carrière décollait avec son rôle de Santana Lopez dans la série musicale culte Glee. 
Finalement après la rupture de Naya Rivera et du rappeur Big Sean en 2014, le couple Ryan Dorsey et Naya Rivera se sont à nouveau réunis en avril 2014 Ryan Dorsey et Naya Rivera se sont mariés à Cabo San Lucas, au Mexique, le jour de l'anniversaire de Ryan le 19 juillet 2014 ; le couple n'a annoncé le mariage que plusieurs jours plus tard, le 23 juillet. En février 2015, le couple a annoncé qu'ils attendaient leur premier enfant et leur fils, Josey Hollis Dorsey est né le 17 septembre 2015.
En novembre 2016, Naya Rivera a demandé le divorce après deux ans de mariage mais a finalement annulé la séparation en octobre 2017. Au cours de Thanksgiving 2017, Naya Rivera a été arrêtée et inculpée dans le comté de Kanawha, en Virginie-Occidentale, pour délit de violence domestique contre Ryan Dorsey après l'avoir prétendument frappé à la tête lors d'une altercation au sujet de leur enfant et a été récupérée au palais de justice par le père de Ryan Dorsey. Elle a ensuite demandé le divorce en décembre 2017 et en janvier 2018, l'accusation de violence domestique a été rejetée à la demande de Ryan Dorsey, qui "a informé à la fois l'accusation et l'avocat de la défense qu'il ne recherchait plus de poursuites et a confirmé qu'il n’avait jamais à aucun moment blessé par la conduite de Mme Rivera". Le 14 juin 2018, Rivera et Dorsey ont finalisé leur divorce, partageant la garde partagée de Josey et les deux renonçant à leurs droits à la pension alimentaire pour enfants. L'accord de garde partagée a été modifié en mars 2020, accordant à Rivera la garde principale tout en stipulant que Dorsey « devrait bénéficier de contacts de garde fréquents et significatifs ». 
Le 8 juillet 2020 son ex-femme Naya Rivera et la mère de son enfant Josey âgé de 4 ans faisait une sortie en bateau aux abords du lac Piru près de Los Angeles (Californie), la police du comté de Ventura explique que trois heures après leur départ, celui-ci est retrouvé seul à bord du bateau. Le petit garçon indique aux enquêteurs que sa mère a sauté dans l'eau pour aller nager mais qu'elle n'est pas revenue. Des recherches sont lancées après la découverte de l'enfant, ce qui entraîne une fermeture du lac au public. La police évoque une possible noyade. Le 9 juillet, le shérif du comté de Ventura confirme que Naya Rivera est présumée morte et que les plongeurs sont à la recherche du corps après que son fils a dit aux enquêteurs avoir vu sa mère disparaître sous l'eau. Le 10 juillet, le nombre de plongeurs est réduit de 100 à 40 en raisons des mauvaises conditions météorologiques, les recherches se poursuivant avec l'aide d'un sonar. Le 11 et le 12 juillet, ses parents, son frère, Ryan Dorsey père de son fils Josey ainsi que Heather Morris et d’autre acteurs de la série Glee prennent part aux équipes de recherches. Le 13 juillet, le bureau du shérif du comté de Ventura annonce avoir retrouvé un corps dans le lac et qu'il s'agit bien celui de Naya Rivera. Selon les autorités, le bateau aurait dérivé à cause du vent et se serait éloigné des deux nageurs, Naya aurait finalement réussi à faire remonter son fils sur le bateau, mais n'aurait pas eu assez de force pour remonter elle-même. L'autopsie du 14 juillet confirme une mort par noyade accidentelle. Le rapport d'autopsie de Naya Rivera précise que l'actrice a crié à l'aide. Son certificat de décès indique qu'elle serait morte en quelques minutes. Elle est enterrée en toute discrétion le 24 juillet 2020 dans le cimetière Forest Lawn Memorial Park.  
Depuis la mort de Naya Rivera en juillet 2020, Ryan Dorsey a obtenu la garde exclusive de leur fils Josey. En novembre 2020, il a intenté une action en justice pour mort injustifiée concernant Rivera, au nom de Josey.

## Filmographie

### Cinéma
- 2016 : Blood Father de Jean-François Richet : Shamrock
- 2017 : Khali the Killer de Jon Matthews : Axel

Prochainement
- Heavy Doom de Chad Edmund Smith : Kenny

### Courts-métrages
- 2011 : Groovin' On : Chad
- 2014 : Shadows : John
- 2014 : Off Track : O'Sullivan
- 2015 : Jessica California USA : Peter
- 2016 : Prettyface : Bobby
- 2018 : DUNK : Adam
- 2018 : Parts & Labor : Tim

### Télévision
- 2013 : Southland : Cody Carlos (2 épisodes)
- 2013 : Parks and Recreation : Taylor Mitsch (saison 5, épisode 20)
- 2013 : Mob City : Sid jeune (saison 1, épisode 1)
- 2014 : You're the Worst : Sac d'os (saison 1, épisode 4)
- 2014 : Mentalist : Benson (saison 7, épisode 2)
- 2015 : Shameless : Walter (saison 5, épisode 12)
- 2015 : Justified : Earl (10 épisodes)
- 2016 : Crowded : Justin (saison 1, épisode 1)
- 2016 : Vampire Diaries : Marty Hammond (2 épisodes)
- 2016 : Animal Kingdom : Tommy (saison 1, épisode 1)
- 2016 : Night Shift : Derrick (saison 3, épisode 12)
- 2016 : Pitch : Tommy Miller
- 2017 : Major Crimes : Jack Cronin (saison 5, épisode 15)
- 2017 : Colony : Patrick (saison 2, épisode 11)
- 2017 : Nashville : Eddie (saison 5, épisode 13)
- 2017 : Ray Donovan : Dime Bag (4 épisodes)
- 2018 : Runaways : Mike (3 épisodes)
- 2019 : Harry Bosch : Shérif (4 épisode)
- 2019 : Yellowstone : Blake (4 épisodes)
- 2019 : The I-Land : Rick
- 2019 : S.W.A.T. : Greg (saison 3, épisode 1)
- 2019 : All Rise : Travis Bolson (saison 1, épisode 10)
- 2020 : Stumptown : Leo (3 épisodes)
- 2020 : The Rookie : Le Flic de Los Angeles : Everest Jones (saison 2, épisode 12)
- 2020 : Grey's Anatomy : Station 19 : Eddie (saison 4, épisode 4)
- 2021 : Big Sky : Rand Kleinsasser
- 2021 : 9-1-1 : Ethan (saison 4, épisode 14)
- 2023 : Magnum : Nixon Haoa (saison 5, épisode 7)
- 2023 : Chicago P.D. : Dale Griffith (saison 10, épisode 18)
- 2024 - 2025 : Tracker : Frank Whales (saison 2, épisodes 1 et 9)